# دائرة مكمن بن عمار
دائرة مكمن بن عمار هي إحدى دوائر ولاية النعامة الجزائرية.